# 蒙古国家马戏团

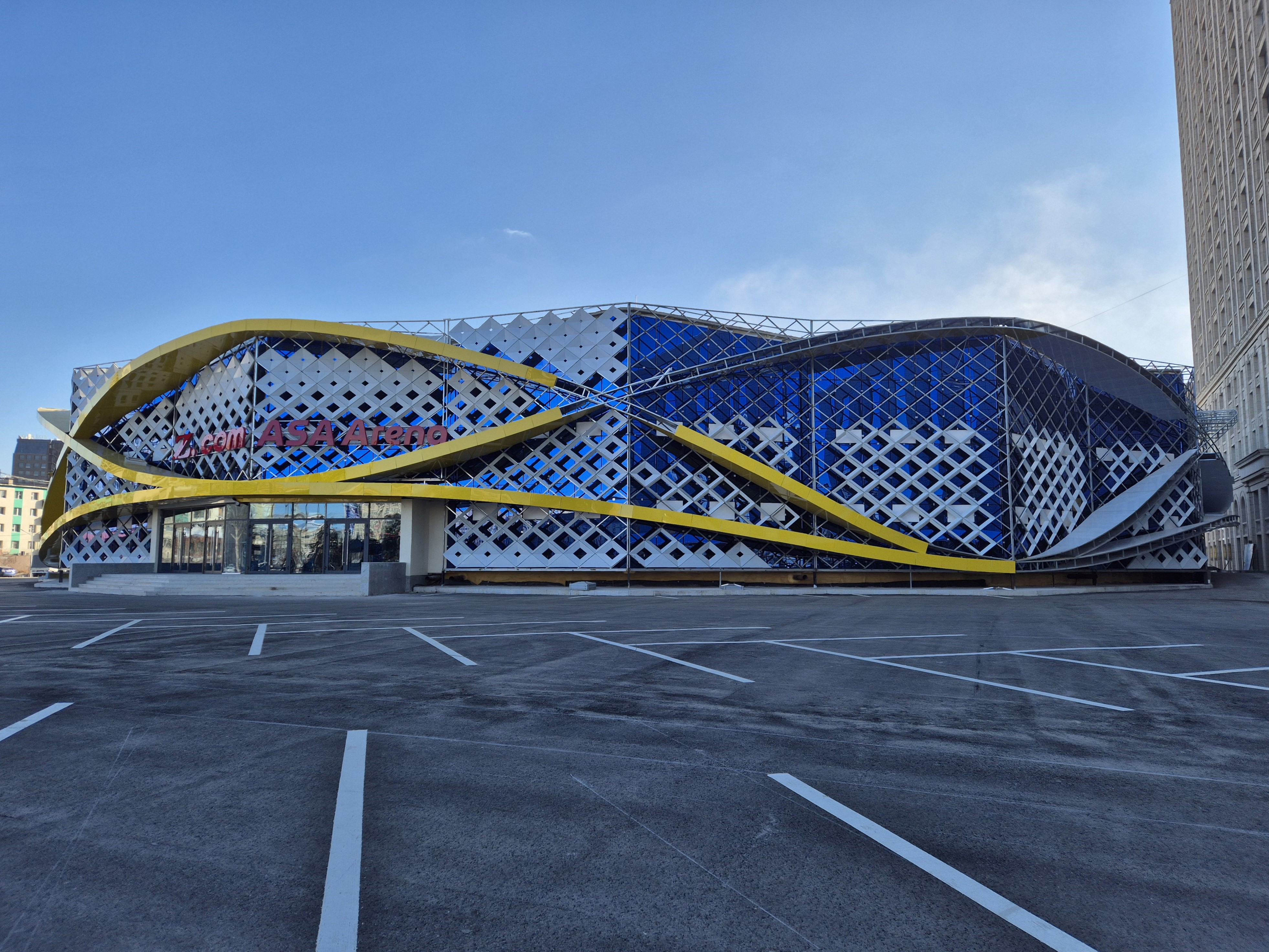
蒙古国家马戏团

蒙古国家马戏团设于蒙古国首都乌兰巴托，是蒙古国唯一一家表演杂技及马戏的专业团体。

## 简介
蒙古国家马戏团成立于1941年。2006年前后有200多名演职人员，100多种表演动物。截至2006年前后，共十多位演员获得了人民演员、功勋演员称号。蒙古国家马戏团曾参加过中国吴桥国际杂技艺术节、中国武汉国际杂技艺术节，并曾赴宁夏和内蒙古等地访问演出。
蒙古国家马戏团的柔术节目曾经多次在国际比赛中获奖。